# Cancellidiaceae
Die Cancellidiaceae bilden die einzige Familie der Cancellidiales, eine Ordnung der Schlauchpilze (Ascomycota).

## Merkmale
Die Cancellidiaceae bilden bei Vertretern der Gattung Cancellidium nur eine Nebenfruchtform, bei der Art Obliquiminima hyalina der bisher monotypischen Gattung Obliquiminima ist hingegen nur die Hauptfruchtform bekannt.
In der Nebenfruchtform sind die Konidienträger sind beinahe mikro- bis makronematös, das bedeutet, ihre Hyphen sind deutlich kleiner oder eben größer als normale Hyphen, und mononematös, das heißt, sie entstehen aus einer einzelnen Hyphe. Sie sind blassbraun bis gelblich braun, glatt. dickwandig, septiert und zylindrisch. Die endständigen, blassbraunen bis gelblich braunen konidiogenen Zellen sind monoblastisch, die Konidien werden also einzeln nach der Bildung der Zelle abgeschnürt. Die Konidien sind akrogen, d. h., sie sind zugespitzt, und holoblastisch, d. h. die Konidien werden nach der Bildung als Ganzes abgeschnürt. Sie sind trocken, olivgrün bis gräulich grün, glänzend, abgeflacht, eiförmig, elliptisch oder fächerförmig. Meist haben sie einen abgestutzten Kopf, der aus vielen parallelen septierten Säulen besteht, die in Reihen von der Basis der Konidie ausgehen. Drinnen sind Ketten kleiner, perlschnurförmiger, fast durchscheinender Zellen.
Die Fruchtkörper der Hauptfruchtform liegen zerstreut auf der Oberfläche des Substrates, sind klein, elliptisch bis fast kugelig, schwarz, ledrig und mit einem seitlichen Hals mit einer Öffnung (Ostiolum). Der Hals ist kurz, schwarz, zylindrisch und schräg zum Substrat. Die Fruchtkörperhaut (Peridie) besteht aus mehreren Schichten aus dunkelbraunen bis schwarzen, dickwandigen, zusammengedrückten Zellen und bilden eine textura angularis, ein Parenchym-ähnliches Gewebe. Die Paraphysen verschmälern sich an der Spitze, sie sind dicht, hyphenartig, unverzweigt, septiert und durchscheinend. Die Schläuche besitzen immer acht Ascosporen und sind  einwandig (unitunikat), schmal keulenförmig, leicht abgestutzt an der Spitze, sitzend und mit einem kleinen, lichtbrechendem apikalen Ring. Die Ascosporen sind in einer oder zwei Reihen angeordnet, schmal elliptisch, gerade, unseptiert, glattwandig, dünnwandig, durchscheinend und mit Öltröpfchen (guttulat). Sie sind von einer gelatinösen Hülle umgeben.

## Ökologie
Vertreter der Cancellidiaceae leben untergetaucht saprob auf Holz oder Zweigen im Süßwasser.

## Systematik und Taxonomie
Die Familie Cancellidiaceae wurde gleichzeitig mit der Ordnung Cancellidiales 2021 von Kevin David Hyde und Hongsanan erstbeschrieben. Zunächst beinhaltete die Familie und Ordnung nur die Gattung Cancellidium. Die monotypische Gattung Obliquiminima gehört nun (Stand 2025) auch dazu.
Folgende zwei Gattungen gehören zur Familie:
- Cancellidium mit sieben Arten
- Obliquiminima mit nur einer Art Obliquiminima hyalina.